# العربة الذهبية

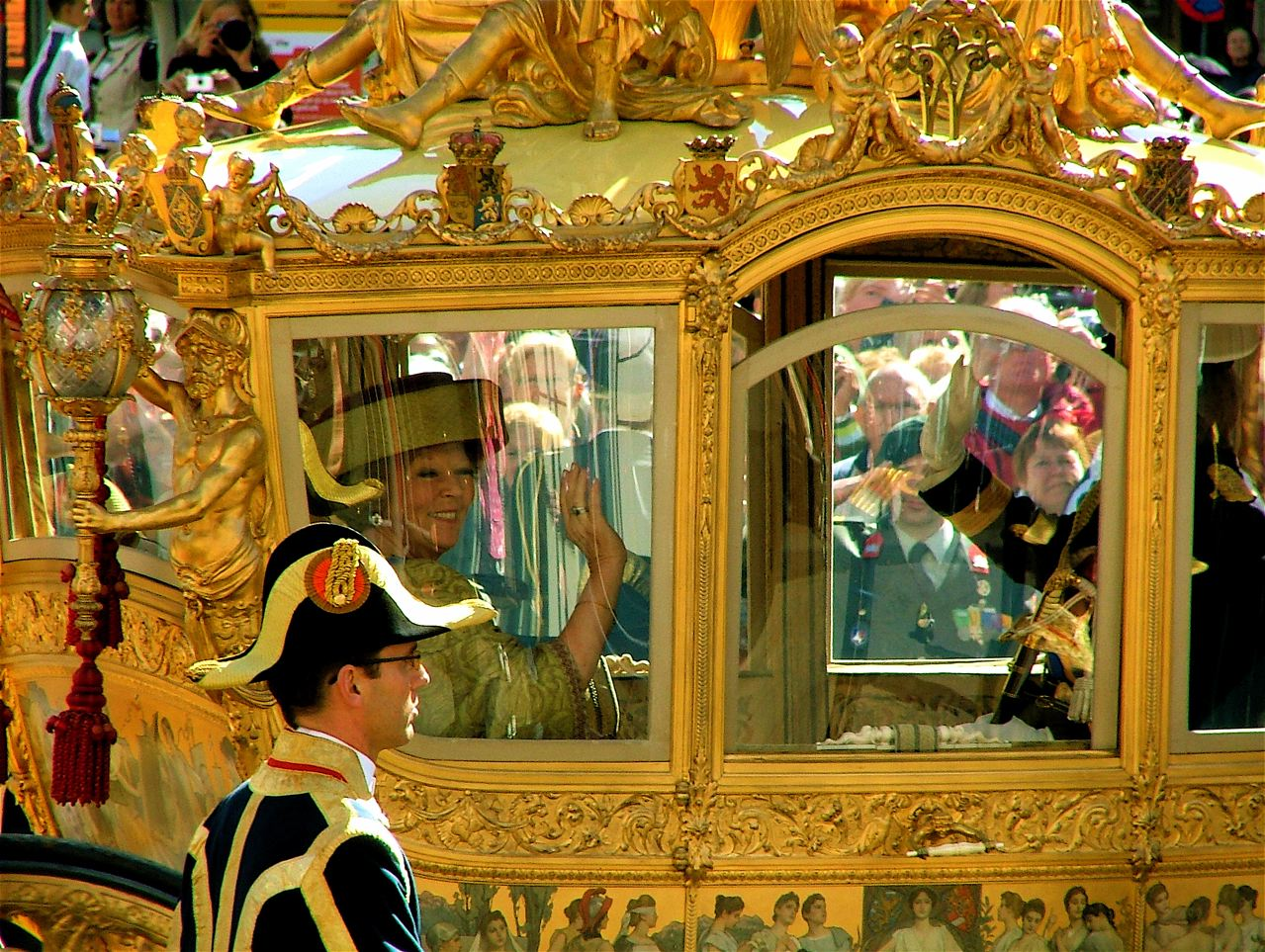
العربة الذهبية وبداخلها الملكة بياتريكس

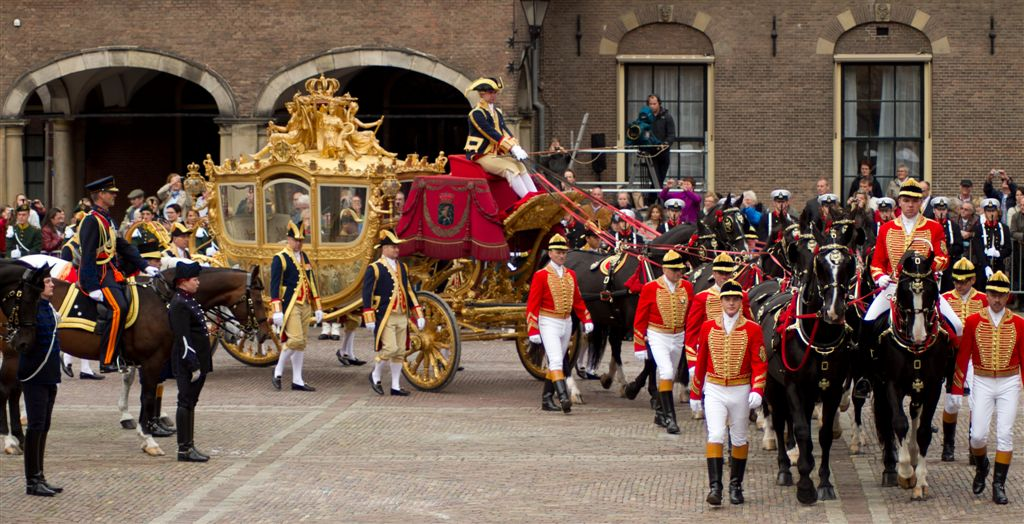
العربة الذهبية في بينين هوف

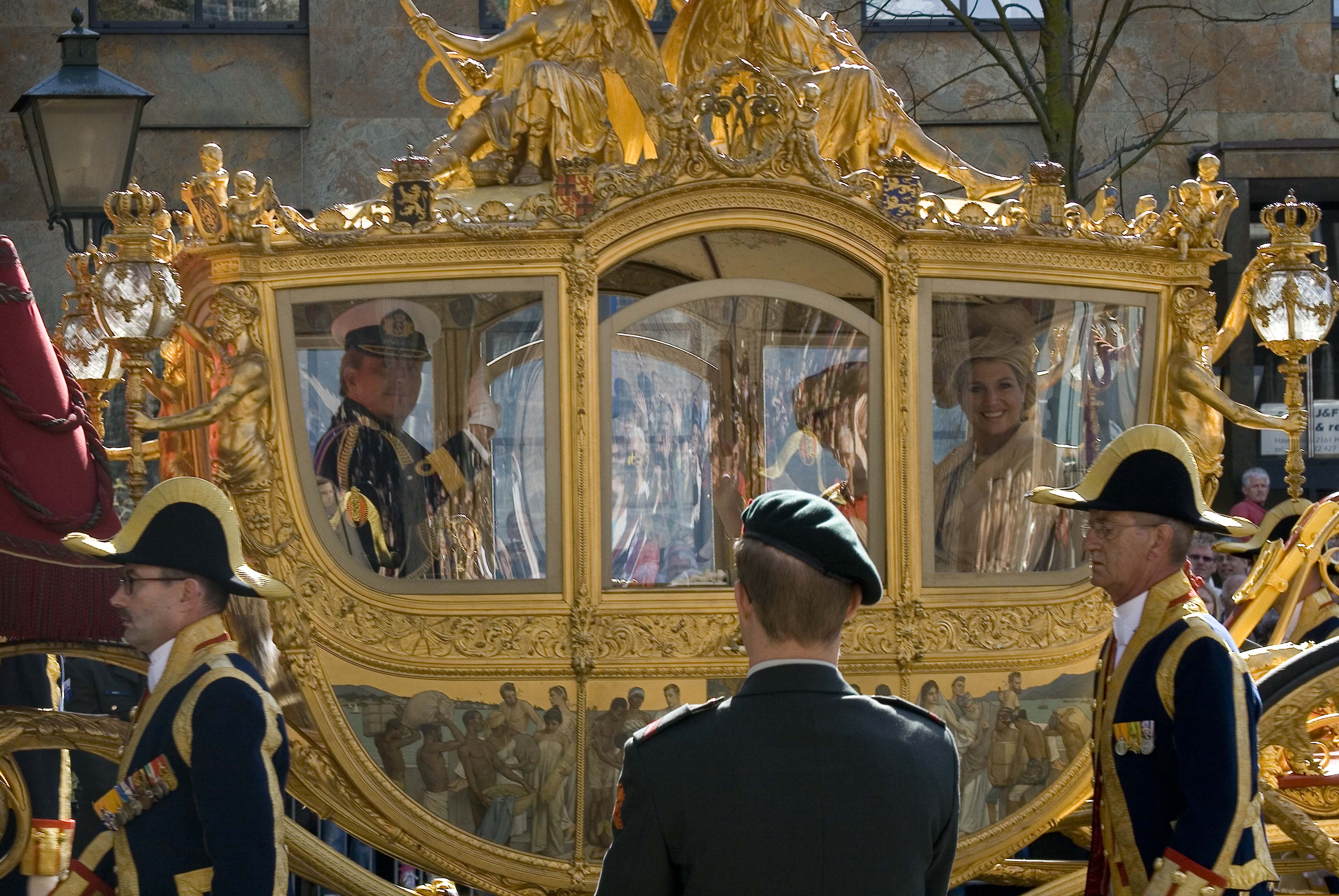
العربة الذهبية بداخلها الأمير فيليم ألكسندر والأميرة ماكسيما

العربة الذهبية (بالهولندية: خاودن كوتس Gouden koets) هي عربة يمتلكها ويستخدمها أفراد العائلة المالكة الهولندية، وعادة ما تستخدم مرة سنوياً لنقل العائلة المالكة من قصر نووردآيندي إلى الريدرزال (صالة الفرسان) كي تلقي الملكة خطاب العرش. وتم صناعة العربة من خشب الساج الذي تغطي معظمه برقائق الذهب الخالص، وتم تزيينها برسومات وزخارف رمزية، وتصميم العربة مبني على طراز عصر النهضة الهولندي، ويتم جرها بواسطة ثمانية خيول وذلك عندما تكون الملكة بداخلها أما أفراد العائلة المالكة الآخرين فتجر العربة بستة خيول فقط. وقد أرادت الملكة فيلهيلمينا أن تستطيع الوقوف بداخلها لذا فقد عدل التصميم وأضيف انحناء بسقف العربة. وهذه الزيادة في الارتفاع سببت صعوبة في قيادة العربة.

## تاريخ العربة
تلقت الملكة فيلهيلمينا هذه العربة الذهبية كهدية من المواطنين بأمستردام في حفل تنصيبها ملكة عام 1898م، وقد قام الأخوان سبايكر بتصميمها، ولأن الملكة لم تشأ أن تستقبل هدايا في يوم توليها الحكم 6 سبتمبر 1898م، لذا فلقد تلقتها اليوم التالي، وأول استخدام للعربة كان يوم زواجها بالأمير هندريك 7 فبراير 1901م، ومنذ عام 1903م باتت تستخدم سنوياً في يوم خطاب الملكة، يوم الأمير الصغير (Prinsjesdag).
وقد استخدمت العربة في المناسبات التالية:
- زواج الأميرة يوليانا والأمير برنارد 1937م
- تعميد الأميرة بياتريكس 1938م
- زواج الأميرة بياتريكس والأمير كلاوس 1966م
- زواج الأمير فيليم ألكسندر والأميرة ماكسيما 2002م